# فرخنده رگه‌زرین
فرخنده رگه‌زرین (نام علمی: Bangsia aureocincta) گونه‌ای از پرندگان تیرهٔ فرخندگان (Thraupidae) و بومی کلمبیا است. این یک فرخندگان چاق و نسبتاً دم‌کوتاه با حلقه زرین متمایز در پیرامون صورتش است. در نوار باریکی از جنگل ابری در ارتفاعات در دامنه‌های غربی کوه‌های آند زندگی می‌کند، جایی که با رژیم غذایی از میوه‌ها و حشرات زنده می‌ماند. این پرنده به تعداد کمی در یک منطقه جغرافیایی محدود یافت می‌شود و بسیاری از زیست‌شناسی زادآوری آن هنوز توضیح داده نشده است. گونه‌ای آسیب‌پذیر به‌شمار می‌رود که در معرض خطر نابودی زیستگاه است.